# 데이비드 길모어
데이비드 존 길모어(영어: David Jon Gilmour, CBE, 1946년 3월 6일 ~ )는 영국의 싱어송라이터, 기타리스트, 사회 운동가로 핑크 플로이드의 일원으로 활동하며 세계적인 명성을 얻었다.
1968년 창립단원 시드 배럿이 탈퇴하기 조금 전에 핑크 플로이드에 합류했다. 그리고 그가 들어온 이래 핑크 플로이드는 73년 《The Dark Side of the Moon》, 75년 《Wish You Were Here》, 77년 《Animals》, 79년 《The Wall》 등 대단히 고평가되는 콘셉트 앨범을 줄줄이 발표했다. 85년 로저 워터스가 핑크 플로이드를 나온 이래 그룹은 계속하여 길모어의 지휘를 받고 있으며 이후로 3장의 정규 앨범을 더 발표했다.
다만 핑크 플로이드에서만 활동한 것도 아니며 솔로 앨범은 지금까지 네 장을 발표했고 드림 아카데미 등 공제활동한 음악인들도 많다. 케이트 부시가 싱어송라이터로서 출세한 것도 길모어의 덕이 크다. 핑크 플로이드의 일원으로서 1996년 로큰롤 명예의 전당에, 2005년 영국음악 명예의 전당에 헌액되었다. 2003년에는 3등급 대영 제국 훈장(CBE)을 받았다.

## 생애
1946년 3월 6일 영국 케임브리지에서 태어났다. 시드 배럿, 로저 워터스와 함께 케임브리지 고등학교(Cambridgeshire High School for Boys)를 다녔다. 1968년 핑크 플로이드에서 기타를 치고 노래를 하던 시드 배럿의 보조 기타 연주자가 되었다. 배럿이 탈퇴하자 정식 리드 기타 연주자가 되어 밴드를 이끌게 되면서 초기의 사이키델릭 록 색깔을 폭넓게 확장시켜 나갔다. 주로 로저 워터스가 노랫말을 쓰고 길모어가 작곡을 했다. 그러면서 발표한 《The Dark Side of the Moon》이 대성공을 거두었으며, 그 다음 시드 배럿에게 바치는 《Wish You Were Here》를 발매했다.
이후 다른 구성원들과의 불화로 핑크 플로이드를 탈퇴했다가 1987년 닉 메이슨과 재결합하여 핑크 플로이드 활동을 다시 시작하였다. 음악 활동 외에 동물권, 환경보호, 빈곤퇴치, 인권 등의 운동가로서도 활동한다.
길모어의 음악은 블루스 색깔로 알려져 있다.

## 평가
영국의 음악전문 잡지 《기타리스트(Guitarist)》가 실시한 '가장 뛰어난 펜더 기타 연주자는 누구인가'라는 설문 조사에서 데이비드 길모어가 1위를 차지했다.
《롤링 스톤》의 '역대 가장 위대한 기타리스트' 14위에 올랐으며, 라디오 채널 플래닛 록(Planet Rock) 청취자 선정 '록에 있어 가장 위대한 목소리'에서 13위로 꼽혔다.

## 정규 음반
- 《David Gilmour》 (1978)
- 《About Face》 (1984)
- 《On an Island》 (2006)
- 《Rattle That Lock》 (2015)
- 《Luck and Strange》 (2024)

## 영상물
- 1984년: 《David Gilmour Live 1984》 (VHS)
- 2002년: 《David Gilmour in Concert》(DVD)
- 2007년: 《Remember That Night》 (DVD/BD)
- 2008년: 《Live in Gdańsk》(DVD)

## 악기
길모어가 주로 사용하는 장비는 다음과 같다.
- EMG 픽업이 내장된 펜더 스트라토캐스터
- 1955년산 펜더 에스콰이어
- 1933년산 그레치 펭귄
- 커스텀 레스폴
- 마셜 앰프